# バッファロー・バイソンズ
バッファロー・バイソンズ (Buffalo Bisons) は、アメリカ合衆国ニューヨーク州バッファローに本拠地を置くマイナーリーグの野球チーム。メジャーリーグベースボールのトロント・ブルージェイズ傘下AAA級チームで、インターナショナルリーグに所属している。本拠地球場はセーレン・フィールド（旧称ダン・タイヤ・パーク→コカ・コーラ・フィールド）。

## 概要
1979年に創設され、1985年より現在の本拠地とチーム名となった。それまでは「ウィチタ・アエロス」というチーム名であった。
2008年まではクリーブランド・インディアンス傘下、2009年から2012年まではニューヨーク・メッツ傘下、2013年からはトロント・ブルージェイズの傘下球団として現在に至る。
かつてはマイナーリーグ屈指の人気球団であり、1991年には1,240,951人の入場者を集め、マイナー最高記録を樹立した。また1988年から1993年まで6シーズン連続で100万人の大台を超えた。
2003年から2005年までマーティ・ブラウンが監督を務めており、2011年には元メッツのティム・タフェルが監督に就任した。2013年には再びブラウンが指揮を執ったが、同年限りで退任した。

## 選手名鑑

### 現役選手
| 投手 - 67 ニック・アルゲイヤー (Nick Allgeyer) - 64 ショーン・アンダーソン (Shaun Anderson) - 41 ジョー・ビアジーニ (Joe Biagini) - 87 ホセ・デレオン (José De León) - 82 マット・ゲージ (Matt Gage) - 29 カイル・ジョンストン (Kyle Johnston) - 62 ケーシー・ローレンス (Casey Lawrence) - -- アブディエル・メンドーサ (Abdiel Mendoza) - 73 ジョーイ・マレー (Joey Murray) - 35 デビッド・フェルプス(David Phelps) - 85 ジャクソン・リース (Jackson Rees) - 46 フィッツ・スタドラー (Fitz Stadler) | 投手 - 67 ニック・アルゲイヤー (Nick Allgeyer) - 64 ショーン・アンダーソン (Shaun Anderson) - 41 ジョー・ビアジーニ (Joe Biagini) - 87 ホセ・デレオン (José De León) - 82 マット・ゲージ (Matt Gage) - 29 カイル・ジョンストン (Kyle Johnston) - 62 ケーシー・ローレンス (Casey Lawrence) - -- アブディエル・メンドーサ (Abdiel Mendoza) - 73 ジョーイ・マレー (Joey Murray) - 35 デビッド・フェルプス(David Phelps) - 85 ジャクソン・リース (Jackson Rees) - 46 フィッツ・スタドラー (Fitz Stadler) | 捕手 - 3 ケリン・デグラン (Kellin Deglan) - 50 タイラー・ハイネマン (Tyler Heineman) - 14 ロドリゴ・ビジル (Rodrigo Vigil) 内野手 - 3 グレッグ・バード (Greg Bird) - 19 カレン・ラージ (Cullen Large) - 66 エリック・スタメッツ (Eric Stamets) 外野手 - 81 ネイサン・ルーカス (Nathan Lukes) - 0 マレックス・スミス (Mallex Smith) - 9 ローガン・ウォーマス (Logan Warmoth) | 捕手 - 3 ケリン・デグラン (Kellin Deglan) - 50 タイラー・ハイネマン (Tyler Heineman) - 14 ロドリゴ・ビジル (Rodrigo Vigil) 内野手 - 3 グレッグ・バード (Greg Bird) - 19 カレン・ラージ (Cullen Large) - 66 エリック・スタメッツ (Eric Stamets) 外野手 - 81 ネイサン・ルーカス (Nathan Lukes) - 0 マレックス・スミス (Mallex Smith) - 9 ローガン・ウォーマス (Logan Warmoth) |
| * 40人ロースター ** 制限選手 *** 故障者リスト 2022年3月18日更新 [公式サイト(英語)より：ロースター 選手の移籍・故障情報] | | | |

### 監督・コーチ
| 背番号 | 国籍               | 役職       | 選手名                                    |
| 7      | アメリカ合衆国の旗 | 監督       | ケイシー・キャンディーレ (Casey Candaele) |
| 12     | アメリカ合衆国の旗 | 打撃コーチ | コーリー・ハート (Corey Hart)             |
| 31     | アメリカ合衆国の旗 | 投手コーチ | ジェフ・ウォーレ (Jeff Ware)              |
| 25     | ジャマイカの旗     | コーチ     | デボン・ホワイト (Devon White)            |

### 主な過去所属選手
- ベニー・ディステファーノ
- マーク・ライアル
- ジェフ・マント[2]
- ティム・ウェイクフィールド
- マニー・ラミレス
- ラッセル・ブラニアン
- バートロ・コローン
- CC・サバシア
- ミルトン・ブラッドリー
- グレッグ・ラロッカ
- ジョシュ・バード
- ビクター・マルティネス
- ココ・クリスプ
- クリフ・リー
- ブランドン・フィリップス
- トラビス・ハフナー
- ラファエル・ベタンコート
- ジョニー・ペラルタ
- グレイディ・サイズモア
- 秋信守
- ジョン・ニース
- 高橋建
- R.A.ディッキー
- アイク・デービス
- ミチェル・アブレイユ
- 五十嵐亮太
- ジョシュ・トーリー
- マイク・ヘスマン
- ザック・ラッツ
- 川﨑宗則
- アンソニー・ゴース
- ライアン・ゴインズ
- チャド・ベック